# Alëna Fomina
Alëna Sergeevna Fomina, coniugata Klotz (in russo Алёна Сергеевна Фомина?, in ucraino Олена Сергіївна Фоміна?, Olena Serhiïvna Fomina; Sebastopoli, 5 luglio 1989), è una tennista ucraina naturalizzata russa.

## Carriera
Alëna Fomina ha vinto 1 titolo in singolare e 28 titoli nel doppio nel circuito ITF in carriera. Il 3 aprile 2017, ha raggiunto il best ranking mondiale nel singolare al numero 520, mentre il 24 luglio 2023 ha raggiunto il miglior piazzamento mondiale nel doppio, al numero 102.

## Circuito WTA 125

### Doppio

#### Vittorie (1)
| N. | Data           | Torneo                           | Superficie  | Compagna       | Avversarie in finale         | Punteggio        |
| 1. | 16 luglio 2023 | Grand Est Open 88, Contrexéville | Terra rossa | Cristina Bucșa | Amina Anšba Anastasia Dețiuc | 4-6, 6-3, [10-7] |

#### Sconfitte (1)
| N. | Data           | Torneo                         | Superficie  | Compagna         | Avversarie in finale              | Punteggio |
| 1. | 31 luglio 2021 | Belgrade Ladies Open, Belgrado | Terra rossa | Ekaterina Jašina | Vol'ha Havarcova Lidzija Marozava | 2-6, 2-6  |